# Annalee Newitz
Annalee Newitz   (Irvine, 9 de maig de 1969) és una periodista, editora i autora estatunidenca de ficció i no-ficció, que ha escrit per a les revistes Popular Science i Wired. Del 1999 al 2008, Newitz escrigué una columna setmanal, Techsploitation, i de 2000 a 2004 fou cap de redacció de cultura del San Francisco Bay Guardian. El 2004, fou analista política de l'Electronic Frontier Foundation. Amb Charlie Jane Anders, va cofundar la revista Other, que es publicà entre 2002 i 2007. Del 2008 al 2015, Newitz fou redactora cap de io9, un mitjà de Gawker, i després del seu descendent Gizmodo, el bloc de disseny i tecnologia de Gawker. Des del 2019, publica columnes d'opinió en el The New York Times.

## Trajectòria
Newitz nasqué al 1969 i cresqué a Irvine, Califòrnia, on es graduà en l'institut Irvine High School i, el 1987, es traslladà a Berkeley. El 1996, Newitz comença a escriure pel seu compte i el 1998 acaba el doctorat en Estudis Anglesos i Americans de la Universitat de Califòrnia de Berkeley, amb una tesi sobre les imatges dels monstres, els psicòpates i el capitalisme en la cultura popular estatunidenca del segle xx, publicada més tard en forma de llibre per l'editorial Duke University Press.
Al 1999, Newitz cofundà la Base de dades de Literatura i Cultura Estatunidenca posterior a la Segona Guerra Mundial per tal de fer una crònica de la literatura moderna i la cultura popular.
Newitz esdevingué escriptora i periodista a temps complet el 1999 després de rebre una invitació per a escriure una columna setmanal en el Metre Silicon Valley, que es publicà en diversos llocs durant nou anys. Després, Newitz fou directora de cultura del San Francisco Bay Guardian, del 2000 al 2004.
Newitz rebé una beca Knight de periodisme científic, del 2002 al 2003, amb la qual col·laborà com a investigadora en l'Institut de Tecnologia de Massachusetts. Del 2004 al 2005, Newitz fou analista política per a la Electronic Frontier Foundation, i del 2007 al 2009 formà part de la junta de l'organització Computer Professionals for Social Responsibility. Newitz i Charlie Jane Anders, autora i comentarista guanyadora del premi Hugo, cofundaren la revista Other.
El 2008, el mitjà digital Gawker li demanà que creàs un bloc sobre ciència i ciència-ficció, batejat coma io9, del qual fou directora des de la fundació fins al 2015, quan es fusionà amb Gizmodo, un altre bloc de disseny i tecnologia de Gawker; Newitz assumí llavors la direcció de la nova empresa. Al novembre del 2015, Newitz deixa Gawker per a unir-se a Ars Technica, en què ha treballat com a editora de cultura tecnològica des del desembre de 2015. Newitz també col·labora com a comentarista en The New York Times.
La primera novel·la de Newitz, Autonomous, es publicà el 2017. Aquesta obra guanyà el Premi Literari Lambda i fou nominada per al Premi Nebula i el Premi Locus el 2018 a la millor novel·la.
La seua segona novel·la, The Future of Another Timeline, del 2019, fou descrita en el lloc web de Newitz: "[…] sobre el viatge en el temps i com seria trobar-se amb una mateixa quan ets adolescent i tenir una conversa molt, molt intensa amb ella sobre com són de fotuts els teus amics de l'institut". El llibre es rebé amb entusiasme per la crítica, i el nominaren al Premi Locus a la millor novel·la de ciència-ficció.
La seua obra científica del 2014, Scatter, Adapt, and Remember: How Humans Will Survive a Mass Extinction (Dispersió, adaptació i memòria: com sobreviuran els humans a una extinció massiva) fou finalista del premi de Los Angeles Times Book Prize. També escrigué Four Lost Cities: A Secret History of the Urban Age (Quatre ciutats perdudes: una història secreta de l'era urbana), publicat el 2021.
També ha col·laborat amb Wired, Popular Science, The New Yorker, The Atlantic, Slate, The Washington Post i Smithsonian, entre d'altres. Ha publicat relats curts en Lightspeed, Shimmer, Apex i Twelve Tomorrows de Technology Review.
Al març de 2018, amb la seua companya i copresentadora Charlie Jane Anders, Newitz engegà el programa de difusió Our Opinions Are Correct, “que explora el significat de la ciència-ficció, i com és de rellevant per a la ciència i la societat de la vida real”. Aquest programa guanyà el Premi Hugo 2019.

## Vida personal

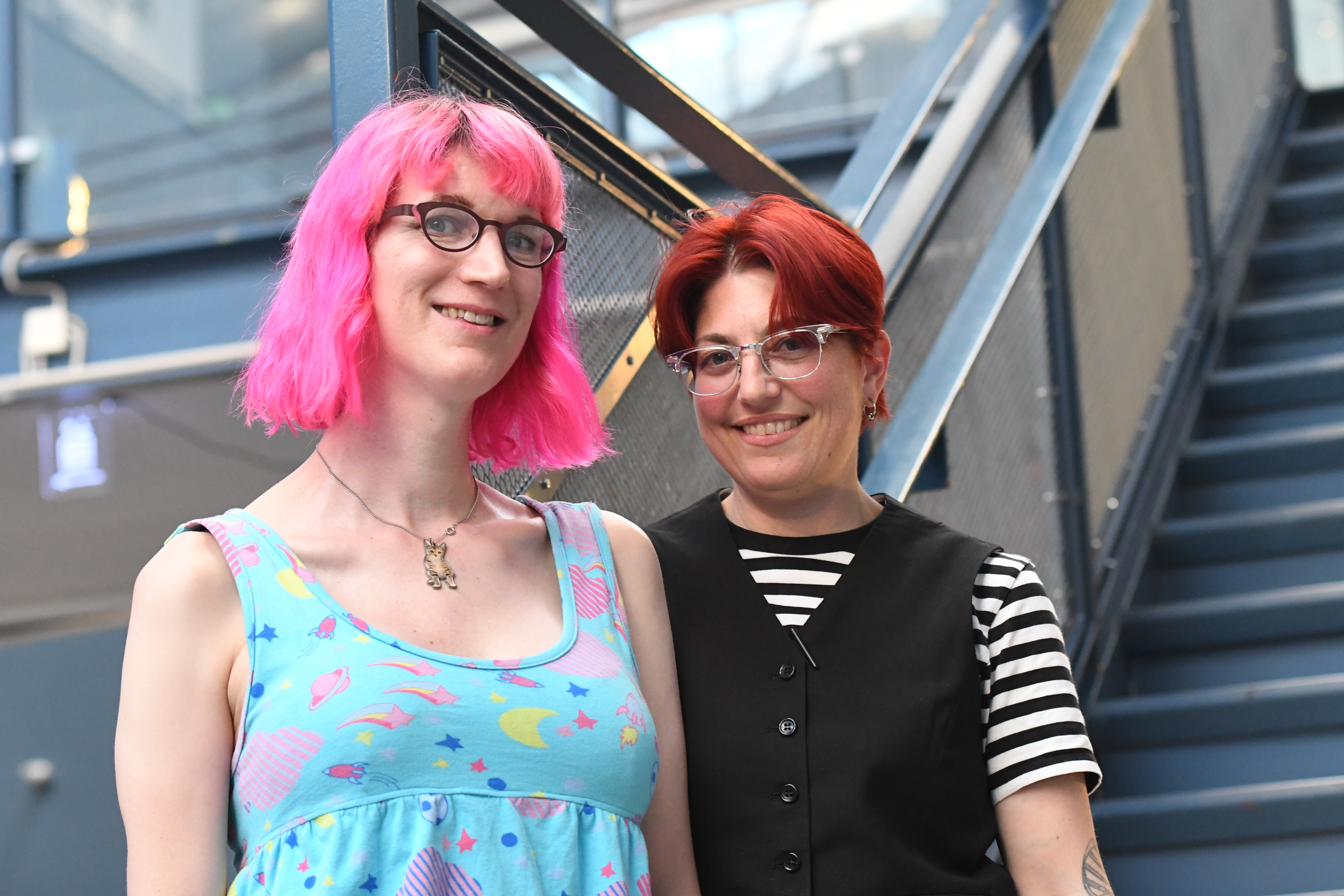
Charlie Jane Anders i Annalee Newitz en la Swecon de 2019

Els pares de Newitz són tots dos professors d'anglès: sa mare, Cynthia, treballava en una escola secundària i son pare, Marty, en un col·legi universitari. Des de l'any 2000, Newitz manté una relació amb l'escriptora Charlie Jane Anders, amb qui va començar el programa Our Opinions Are Correct el març de 2018.
Newitz utilitza el pronom they des del 2019.

## Reconeixements
- Autonomous (Tor Books, setembre 2017)
  - Finalista del Premi Nebula a la millor novel·la el 2018.[23]
  - Finalista del premi John W. Campbell Memorial el 2018.[24]
  - Finalista del Premi Locus a la millor primera novel·la el 2018.[25]
  - Guanyadora del Premi Literari Lambda el 2018 SF/Fantasy/Horror.[26]
- Guanyadora del premi Theodore Sturgeon Memorial de 2019 al millor curtmetratge de ciència-ficció: Quan Robot i corb van salvar East St. Louis.[27]
- Guanyadora del Premi Hugo al Millor Fancast el 2019: Our Opinions Are Correct (Les nostres opinions són correctes).[28]
- Future of Another Timeline (2019)
  - Finalista del Premi Locus a la millor novel·la de ciència-ficció el 2020.
  - Nominada al premi Goodreads Choice Award de ciència-ficció el 2019.
  - Guanyadora (versió llarga) del premi Sidewise d'història alternativa el 2019.

## Obra
L'obra de Newitz s'ha publicat en Popular Science, Wired, Salon.com, New Scientist, Metre Silicon Valley, San Francisco Bay Guardian, i AlterNet. A més a més, ha publicat aquests llibres:

### Novel·les
- Autonomous (Tor Books, setembre de 2017)
- The Future of Another Timeline (Tor Books, 2019)[31]
- The Terraformers (Tor Books, 2022)[31]

### Relats
- "The Great Oxygen Race", Hilobrow magazine, 2010
- "The Gravity Fetishist", Flurb magazine, 2010
- "Twilight of the Eco-Terrorist", Apex Magazine, 2011
- "Unclaimed Arxivat 2022-10-19 a Wayback Machine.", Shimmer Magazine, issue 18, 2014
- "Drons Don't Kill People", Lightspeed Magazine, issue 54, 2014
- "All Natural Organic Microbes", MIT's Twelve Tomorrows, 2016
- "Birth of the Ant Rights Movement", Ars Technica UK, 2016
- "The Blue Fairy's Manifesto", Robots vs. Fairies, ed. by Dominik Parisien and Navah Wolfe, 2018
- "When Robot and Crow Saved East St. Louis" (Quan Robot i corb van salvar East St. Louis), Slate, 2018. Guanyador del premi Theodore Sturgeon Memorial 2019 al millor relat de ciència-ficció.[32]

### No-ficció
- White Trash: Race and Class in America.  Routledge Press, 1997. ISBN 978-1135204495. Co-edited, with Matt Wray
- The Bad Subjects Anthology.  New York University Press, 1998. ISBN 978-0814757925.
- Pretend We're Dead: Capitalist Monsters in American Pop Culture.  Duke University Press, 2006. ISBN 978-0822337454.
- She's Such a Geek: Women Write About Science, Technology, and Other Nerdy Stuff.  Seal Press, 2006. ISBN 978-1580051903. Co-edited with Charlie Anders.
- Scatter, Adapt, and Remember: How Humans Will Survive a Mass Extinction.  Doubleday, 2013. ISBN 978-0385535922.
- «Two Scenarios for the Future of Solar Energy». A: Hieroglyph: Stories and Visions for a Better Future.  William Morrow, 2014. ISBN 978-0062204707. Edited by Kathryn Cramer and Ed Finn.
- «California Futures: Imagining California's Future in the Pacific world». Boom: A Journal of California, 5, 1, 3-2015, pàg. 106–116. DOI: 10.1525/boom.2015.5.1.106.
- «Great Female Scientists in History». A: Particulates.  Dia Art Foundation, 2018. Edited by Nalo Hopkinson.
- «This changes everything». New Scientist, 244, 3260, 14-12-2019, pàg. 24.
- Four Lost Cities: A Secret History of the Urban Age.  Norton, 2021. ISBN 978-0393652673.[33]